# Roman Maczulski
Roman Naumowicz Maczulski (ros. Роман Наумович Мачульский, ur. 17 sierpnia?/30 sierpnia 1903 we wsi Kriwonosy w guberni mińskiej, zm. 26 kwietnia 1990 w Mińsku) – pułkownik Armii Czerwonej, dowódca partyzancki, Bohater Związku Radzieckiego (1944).

## Życiorys
Białorusin, w latach 1925-1928 w Armii Czerwonej, później kierownik czytelni w rejonie rzeczyckim. Od 1928 w WKP(b), sekretarz organizacji Komunistycznej Partii (bolszewików) Białorusi w radzie wiejskiej w rejonie rzeczyckim, od 1930 majster i szef produkcji w fabryce, sekretarz fabrycznego komitetu KP(b)B, 1935-1937 słuchacz Republikańskiej Szkoły Propagandzistów przy KC KP(b)B. Od 1937 kierownik wydziału kultury i propagandy leninizmu rejonowego komitetu KP(b)B, w 1938 III sekretarz rejonowego komitetu KP(b)B w obwodzie mińskim, od lipca 1938 do czerwca 1940 II sekretarz czerwieńskiego komitetu rejonowego KP(b)B, od września 1940 do 1941 I sekretarz pleszczenickiego komitetu rejonowego KP(b)B. Od 1941 pełnomocnik KC KP(b)B w obwodach mińskim i poleskim, jeden z organizatorów radzieckiego ruchu partyzanckiego na Białorusi, od października 1942 do maja 1943 dowódca mińskiego zgrupowania partyzanckiego, od maja do sierpnia 1943 na leczeniu w Moskwie, od sierpnia 1943 do lipca 1944 dowódca zgrupowania partyzanckiego strefy borisowsko-biegomlskiej od 11 września 1943 do 3 lipca 1944 sekretarz podziemnego Komitetu Obwodowego KP(b)B w Mińsku. Od 20 lipca 1944 do 1948 przewodniczący Komitetu Wykonawczego Rady Obwodowej w Mińsku, 1948-1950 przewodniczący Rady ds. Kołchozów przy Radzie Ministrów ZSRR na Białoruską SRR, od 20 maja 1949 do 17 lutego 1960 członek KC KP(b)B/KPB. Od 1950 do stycznia 1954 I sekretarz Komitetu Obwodowego KP(b)B/KPB w Pińsku, od stycznia 1954 do marca 1959 przewodniczący Komitetu Wykonawczego Rady Obwodowej w Brześciu. 1954-1962 deputowany do Rady Najwyższej ZSRR, 1947-1955 deputowany do Rady Najwyższej Białoruskiej SRR.

## Odznaczenia
- Złota Gwiazda Bohatera Związku Radzieckiego (1 stycznia 1944)[1]
- Order Lenina (trzykrotnie)
- Order Rewolucji Październikowej
- Order Czerwonego Sztandaru Pracy
- Order Wojny Ojczyźnianej I klasy

I medale.